# Mathangwane
Mathangwane est une ville du Botswana.

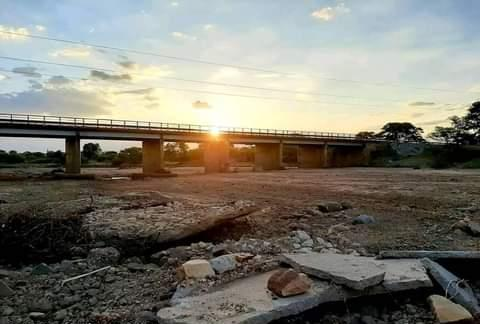
Le pont à voie unique de l'autoroute A3 à deux voies Shashe River Crossing à Mathangwane